# DAJS projekat
DAJS projekat (енгл. DICE project) je međunarodni EU projekat koji se bazira na zadacima i ciljevima Lisabonske strategije unapređivanja ključnih kompetencija u obrazovanju s posebnim usmerenjem na oblast drame, njen značaj i ulogu u obrazovnom sistemu kako u nastavi tako i u vannastavnim aktivnostima. 

## Osnove međunarodnog DAJS projekta
Projekat realizuje konzorcijum od šest partnerskih organizacija (Mađarska, Velika Britanija, Poljska, Holandija, Slovenija i Rumunija) uz uključivanje šest pridruženih partnerskih organizacija (Češka, Pojas Gaze, Norveška, Portugal, Srbija i Švedska).
Projekat je realizovan od januara 2009. do oktobra 2010. godine i predstavlja kros-kulturalno istraživanje koje je usmereno na efekte dramskih aktivnosti izabranih pet od osam ključnih kompetencija u obrazovanju istaknutih Lisabonskom strategijom. 
Kompetencije koje su istražene (komunikacija na maternjem jeziku, učiti da se nauči, interpersonalne, interkulturalne i socijalne kompetencije, građanske kompetencije, inicijativnost i preduzimljivost, i izražavanje kroz kulturu i umetnost) izabrane su budući da predstavljaju životne veštine i sredstva neophodna mladim ljudima u njihovom ličnom razvoju, njihovom budućem poslu i aktivnom građanskom uključivanju u evropsku zajednicu. 

## Ciljevi projekta
1. Pokazati kroskulturalnim kvantitativnim i kvalitativnim istraživanjem da su dramske aktivnosti u obrazovanju snažno sredstvo unapređivanja ključnih kompetencija u obrazovanju istaknutih Lisabonskom strategijom. Na bazi istraživanja publikovati «Zelenu knjigu» na dvanaest jezika i distribuirati je obrazovnim i kulturnim nosiocima ovih aktivnosti na evropskom, nacionalnom i lokalnom nivou
2. Kreirati «Evropski edukativni paket drame u obrazovanju» kao nastavno sredstvo za primenu dramskih aktivnosti u školama s ciljem unapređenja ključnih kompetencija u obrazovanju istaknutih Lisabonskom strategijom. Distribuirati nastavnički paket na dvanaest jezika širokom broju škola
3. Uporediti dramske aktivnosti u obrazovanju u različitim zemljama i pomoći transfer znanja kroz mobilnost eksperata.

Inovacija koju ovaj projekat donosi, odnosila se na to da je ovo prvo istraživanje koje će pokazati vezu između dramskih aktivnosti u obrazovanju i kompetencija u obrazovanju istaknutih Lisabonskom strategijom. 
Takođe, od izuzetnog je značaja distribucija ključnih rezultata širokoj ciljnoj grupaciji u vidu Edukativnog paketa i Zelene knjige na jezicima svih zemalja učesnica u projektu. Od posebnog je značaja što će se u svim zemljama organizovati konferencije kako bi se rezultati projekta promovisali širom Evrope. 
Od posebnog su značaja nacionalne konferencije na kraju projekta i završna konferencija koja je održana u oktobru 2010. godine u Briselu u sedištu EU na kojoj su prisustvovali i aktivno učestvovali sve zemlje učesnice i predstavnici organizacija koje se bile nosioci ovog jedinstvenog projekta. Nastavak projekta ostvaruje se od 2011. godine do danas kroz nove zajedničke partnerske projekte ili nacionalne aktivnosti uz uključivanje novih organizacija i javno delovanje u nastojanju da se mesto i uloga drame u punom smislu vrednuje, promoviše i afirmiše kao jedinstven i neizostavni deo obrazovnog sistema.

## DAJS projekat u Srbiji
DAJS projekat u Srbiji realizuje tim Centra za dramu u edukaciji i umetnosti CEDEUM sa stručnim saradnicima i nastavnicima iz škola koje su ukljčene u projekat. CEDEUM je organizacija koja se specijalizovano bavi dramom i pozorištem u obrazovanju i njegovi članovi imaju dugogodišnje i bogato iskustvo u ovoj oblasti i bitno su uticali na razvoj, unapređivanje i uvođenje inovativnih, kreativnih i interaktivnih oblika rada kako u obrazovanje tako i u vanškolske institucionalne i vaninstitucionalne oblike rada i elovanja, posebno kroz edukaciju pozorišnih umetnika i drugih stručnjaka zainteresovanih kako za umetničko tako i za pedagoško usavršavanje. 
Od posebne je važnosti istaći angažovanje CEDEUM tima u reformskim promenama kada su drama i pokret bili deo predmeta pod nazivom Umetnosti i kada je započet izuzetno važan proces edukacije kadrova za ovu oblast u periodu od 2000. do 2003. godine. 
CEDEUM se uključio u DAJS projektu u martu 2009. godine na osnovu poziva zbog dugogodišnjeg angažovanja i postignutih rezultata u ovoj oblasti. 
Uključivanje CEDEUM-a predstavlja izuzetno priznanje i mogućnost da se iskustva i modeli koji su ovde isprobani i ostvarivani u praksi prenesu u međunaroni kontekst i postani modeli dobre prakse koji će biti ponuđeni s drugim primerima kao evropski model.
U prvoj fazi projekta uspostavljena je saradnja sa zainteresovanim osnovnim i srednjim školama da bi u najuži izbor za potrebe istraživanja bile izabrane dve beogradske škole koje svojim radom u ovim oblastima neguju specifične pristupe i ostvaruje izuzetno vredne rezultate. 
To su:
- Osnovna škola „Mihailo Petrović Alas“ na Starom gradu,
- Srednja farmaceutsko-fizioterapeutska škola na Zvezdari.

U istraživanju je učestvovalo ukupno 285 učenika uzrasta od 13 do 16 godina, oko 40 nastavnika i stručnih saradnika iz škola, kao i tim pozorišnih umetnika, dramskih pedagoga, psihologa i drugih stručnjaka, kao i studenata, angažovanih preko CEDEUM-a.
Projekat je obuhvatio anketu sa učenicima, anketu sa nastavnicima, istraživačke i kontrolne grupe, osam jednokratnih dramskih aktivnosti i set od deset kontinuiranih dramskih radionica sa četiri grupe. 
Pored toga, sve aktivnosti su se pratile i beležile kako bi se dobio bogat materijal I osnova za dobru praksu.
Aktivnosti koje su se realizovale u Osnovnoj školi „Mihailo Petrović Alas“ na Starom gradu odnosile su se na Forum teatar kao interaktivnu dramsku tehniku čiji je cilj prevencija nasilja i promocija nenasilne komunikacije, a aktivnosti u Srednjoj farmaceutsko-fizioterapeutskoj školi na Zvezdari usmerene su na dramske strukture u nastavi s ciljem da se obogati nastava jezika i književnosti, osnaži profesionalna komunikacija i otvore kreativni pristupi stručnim sadržajima.
Podrška za realizaciju projekta u punom je smislu ostvarena od strane saradnika Centra za kulturu »Stari grad« na početku projekta, a kasnije konstituisanjem nove Ustanove kulture Gradske opštine Stari grad« »Parobrod«, projekat je dobio mogućnost razvoja i dalju institucionalnu bazu i promociju.
Za realizaciju projekta od velikog znacaja bila je podrska Ministarstva prosvete Srbije i Gradske opštine Stari grad.

Istraživački segment međunarodnog DAJS projekta:
Hipoteza je bila da obrazovno pozorište i drama imaju uticaja na pet od osam ključnih kompetencija Lisabonske strategije.
Ispitano je sledećih pet od osam ključnih kompetencija Lisabonske strategije: 
- Komunikacija na maternjem jezik
- Učiti kako se uči
- Međuljudske, interkulturalne i socijalne kompetencije, građanske kompetencije,
- Preduzetništvo
- Izražavanje kroz kulturne aktivnosti

Kao rezultat projekta, istaknuta je kompetencija koja se ne pominje u ključnim kompetencijama Lisabonske strategije, a to je univerzalna kompetencija – šta to znači biti čovek. Nazvali su ovu kompetenciju „Sve to i još više“, i uključili je u razmatranje rezultata istraživanja. Ovih šest kompetencija su veštine doživotnog učenja, kompetencije neophodne za lični razvoj mladih ljudi, njihovo buduće zaposlenje i evropski građanski aktivizam. Ključni ishodi projekta su Obrazovna zbirka i Knjiga o politici, a i dug niz izdanja detaljnih rezultata istraživanja u narednim godinama, daleko izvan opsega projekta. 
Ostvareni rezultati:
- Kros-kulturnim kvantitativnim i kvalitativnim istraživanjem pokazalo se da su obrazovno pozorište i drama moćno sredstvo za unapređivanje ključnih kompetencija.
- Na osnovu istraživanja, objavljene su dve knjige: knjiga o obrazovnoj poliltici (koja treba da se distribuira nosiocima obrazovne i kultune politike na evropskom, nacionalnom i lokalnom nivou) i knjiga koja sadrži obrazovni materijal (publikacija za škole, edukatore i umetke o različitim pristupima obrazovnog pozorišta i drame koja treba da se distribuira na evropskom, nacionanom i lokalnom nivou).
- Urađeno je poređenje prakse aktivnosti obrazovnog pozorišta i drame u različitim zemljama i podstaknut je transfer znanja i mobilnosti stručnjaka.
- Na konferenciji u Briselu prezentovan je projekat i prvi rezultati ključnim liderima EU u značajnim oblastima umetnosti, kulture, obrazovanja i omladinske politike.
- U većini zemalja održavaju se nacionalne konferencije sa ciljem distribuiranja rezultata projekta.

Broj učenika uključenih u istraživanje
U DAJS istraživanju prikupljeni su podaci od ukupno 4,475 učenika, uz gotovo jednak broj dečaka i devojčica.
- Razmer po zemljama je sledeći: Češka: 182, Mađarska: 1,336, Holandija: 399, Norveška: 383, Palestina: 426, Poljska: 361, Portugal: 122, Rumunija: 331, Srbija 285, Slovenija: 298, Švedska: 156, Ujedinjeno Kraljevstvo: 196.
- 2,257 anketiranih je učestvovalo u aktivnostima obrazovnog pozorišta i drame, 2,218 bilo je u jednoj od kontrolnih grupa. U okviru istražnih grupa, 1,035 učenika učestvovalo je u jednokratnoj dramskoj aktivnosti a 1,222 u kontinuiranim aktivnostima.
- 938 anketiranih izjavilo je da su redovno učestvovali u aktivnostima obrazovnog pozorišta i drame pre DAJS projekta; većina njih bila je u istražnim grupama.

Po učeniku izmereno je 1 080 različitih varijabli. To znači da je tačno 4.833.000 ćelija jedinstvenih podataka, nekoliko stotina hiljada veza, interakcija i odnosa među varijablama koje treba istažiti, statistički autput dosije od 1,23 GB (i to samo u preliminarnoj, osnovnoj analizi) i potencijal za nekoliko desetina publikacija u godinama koje dolaze. Najznačajniji rezulltati po prvi put se predstavljaju u daljem tekstu.

### Glavne izmerene karakteristike programa obrazovnog pozorišta i drame
Izmereno je 111 različitih programa obrazovnog pozorišta i drame, od čega je:
- 56 programa bilo kontinuirano, a 55 jednokratno
- 83 grupe su bile homogene (učenici su bili iz isto odeljenja) a 25 je bilo heterogeno (učenici su bili iz različitih odeljenja) (nedostaju podaci za 3 slučaja)
- Raspored programa medju zemljama bio je sledeći: Češka: 4, Mađarska: 26, Holandija: 6, Norveška: 7, Palestina: 13, Poljska: 10, Portugalija: 6, Rumunija: 7, Srbija 7, Slovenija: 12, Švedska: 7, Ujedinjeno Kraljevstvo: 6.

Trajanje jednokratnih aktivnosti kretalo se u rasponu od 45 minuta do 210 minuta.

### Nalazi istraživanja
Šta nam kaže istraživanje o učenicima koji redovno učestvuju u aktivnostima obrazovne drame i pozorišta? 
Evo kratkog rezimea: u poređenju sa vršnjacima koji uopšte nisu učestvovali u programima obrazovnog pozorišta i drame, učenici koji su učestvovali u ovim aktivnostima:
- profesori ih procenjuju kao uspešnije
- osećaju veće samopouzdanje u čitanju i razumevanju zadataka
- osećaju veću sigurnost u komunikaciji
- više je verovatno da će smatrati da su kreativni
- više vole da idu u školu
- više uživaju u školskim aktivnostima
- bolji su u rešavanju problema
- bolje se nose sa stresom
- značajno su tolerantniji prema manjinama i strancima
- daleko su aktivniji građani
- pokazuju više interesovanja za glasanje na svakom nivou
- pokazuju više interesovanja za učešće u javnim pitanjima
- pokazuju povećanu empatiju: brižni su prema drugima
- spremniji su da promene gledište
- inovativniji su i iskazuju više preduzetničkog duha
- posvećeniji su budućnosti i imaju više planova
- daleko su više voljni da učestvuju u svim žanrovima umetnosti i kulture, ne samo u izvođačkim umetnostima, već u u pisanju, stvaranju muzike, filmova, rukotvorina i prisustvovanju različitih vrsta umetničkih i kulturnih aktivnosti
- više vremena provode u školi, u čitanju, obavljanju kućnih poslova, igranju, razgovoru, i provode više vremena sa članovima porodice i čuvajući mlađu braću i sestre; na suprot tome, manje vremena provode gledajući TV, surfujući po internetu i igrajući kompjuterske igre
- više čine za svoje porodice, veća je verovatnoća da će imati honorarni posao i provesti više vremena u kreativnim aktivnostima, bilo sami ili u grupi. Češće odlaze u pozorište, na izložbe, u muzeje i bioskope, i idu češće u šetnje i na vožnje biciklom
- veća je verovatnoća da će biti centralni likovi u odeljenju
- imaju bolji smisao za humor
- bolje se osećaju kod kuće…

Istraživanje dokazuje da obrazovno pozorište i drama takođe značajno podržavaju ciljeve najvažnijih dokumenata na nivou EU, kao što je Evropska strategija 2020. 
Obrazovno pozorište i drama ima značajan i objektivno merljiv uticaj na pet od osam ključnih kompetencija. 
Vaspitavanje građana kurikulumima u koje su uključeni programi obrazovnog pozorišta i drame rezultiraće u:
- povećanju stope zaposlenosti,
- smanjenj broja onih koji u ranom uzrastu prekidaju školovanje,
- podizanje ukupnog kvaliteta svih nivoa obrazovanja i obuke
- jača sinergija kulture i umetnosti,
- aktivniji građani,
- građani koji bolje prihvataju kulturni diverzitet i interkulturni dijalog,
- inovativniji, kreativniji i kompetentniji građani.

Nasuprot tome, međutim, u mnogim zemljama obrazovno pozorište i drama su:
- slabo finansirani i niskog statusa, i
- nemaju svoje mesto u nacionalnom kurikulumu i/ili tercijalnom obrazovnom sistemu.

## Preporuke
Ovo su glavne preporuke projekta:
- Školski sistem: Sva deca bi trebalo da imaju redovan pristup obrazovnom pozorištu i drami tokom svog obrazovanja, obaveznim u nacionalnom kurikulumu, i sa dobro obučenim stručnjacima za obrazovno pozorište i dramu.
- Visoko obrazovanje: Svi edukatori koji rade u evropskim školama trebalo bi da imaju osnovno znanje o tome šta je obrazovno pozorište i drama, i kako predmetne oblasti mogu da doprinesu jačanju nastave i učenja. Obrazovno pozorište i drama trebalo bi da budu ponuđeni kao temeljne studije u tercijalnim institucijama u svim evropskim zemljama. Veoma je važno naglasiti da se pozorište i drama ne mogu predavati bez odgovarajućeg obrazovanja.
- Partnerske organizacije: Potrebno je uspostaviti čvrstu mrežu organizacija posvećenih obrazovnom pozorištu i drami, bez obzira na to da li su organizacije privatne ili javne.
- Nacionalne vlasti (ministarstva) i lokalne vlasti: Razviti strategiju za primenu obrazovnog pozorišta i drame. Podržati širenje i unapređenje obrazovnog pozorišta i drame pravnim i finansijskim sredstvima.
- Institucije Evropske Unije: Uzeti u obzir značaj svih ključnih kompetencija u svojim strategijama i komunikacijama, obezbediti odgovarajuće finansiranje za međunarodne projekte obrazovnog pozorišta i drame, uzeti učešće u aktivnom priznavanju ove oblasti. Dugoročna strategija na evropskom nivou neophodna je da bi se podržalo obrazovno pozorište i drama. Potrebno je poslati jasno poruku u obliku Kominikea SE ili izjave Evropskog Parlamenta o važnosti i značaju implementacije gore navedenih preporuka na nacionalnom nivou.